# Festival v Marais

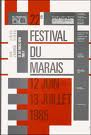
Plakát k 22. ročníku (1985)

Festival v Marais (francouzsky Festival du Marais) byl kulturní festival, který se konal pravidelně v letech 1962-1993 (v červnu a červenci) v historické čtvrti Marais v Paříži.
Festival byl založen na začátku 60. let z iniciativy místních občanů, kteří ve stejné době založili též sdružení Paris historique. Čtvrť Marais byla velmi zanedbaná a během plánované modernizace hrozila demolice některých historicky cenných budov. Festival i sdružení si daly za cíl přitáhnout ke čtvrti pozornost široké veřejnosti a ukázat, že budovy lze využít ke kulturním účelům a je možné je rekonstruovat, což se v následujících letech podařilo a oblast je dnes jednou z nejzachovalejších v Paříži.